# Československá domobrana v Itálii

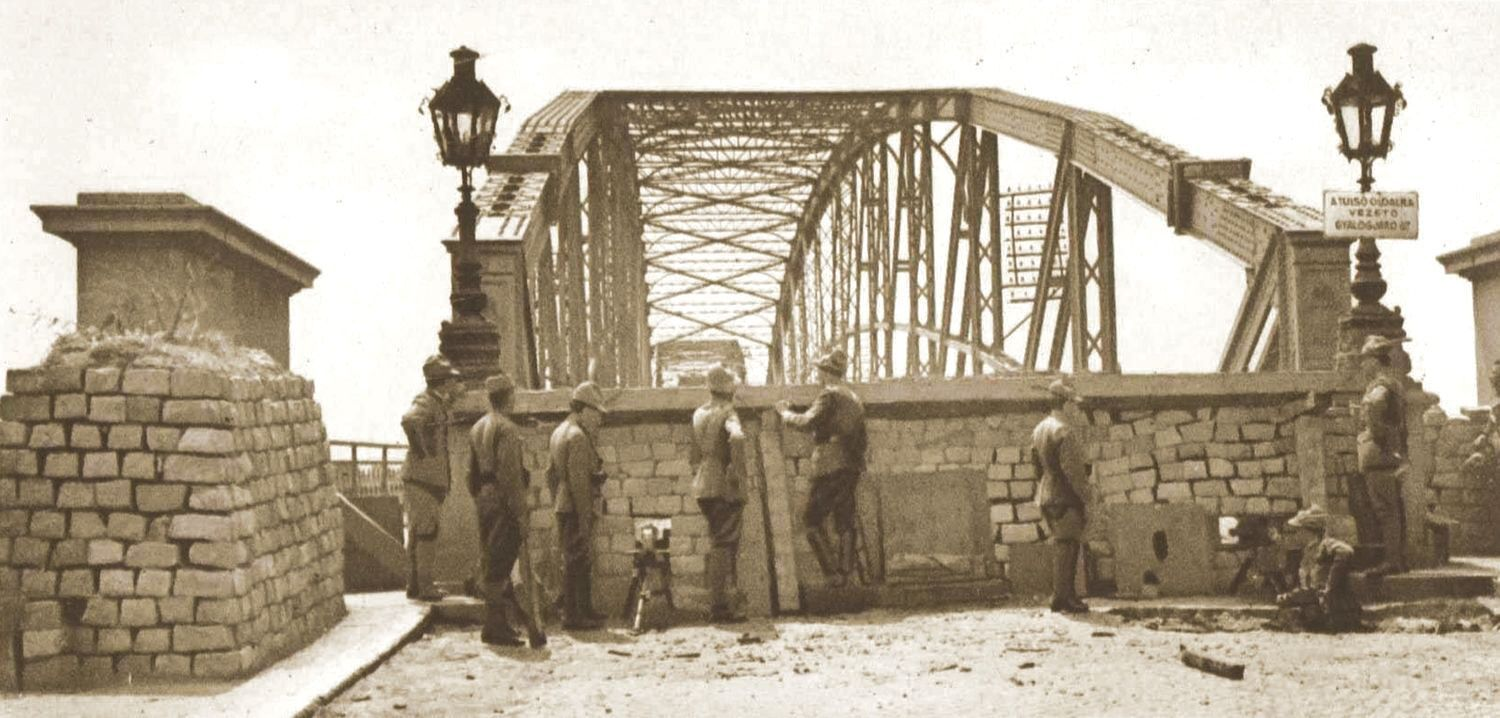
Stráž italských legionářů na mostě v Komárně během Maďarsko-československé války, 1919

Československá domobrana v Itálii byla zvláštní součástí rodící se armády Československé republiky z řad příslušníků československých legií v Itálii.
Od dubna do září 1918 vznikaly v Itálii vojenské jednotky z rakousko-uherských zajatců - Čechů a Slováků, odhodlaných bojovat za československou samostatnost, ze kterých byl zformován čs. armádní sbor v Itálii, později označovaný jako Italské legie, v jehož čele stál italský generál Luigi Giuseppe Piccione. Po 28. říjnu 1918 už nebylo možné do těchto jednotek přijímat další mužstvo.
Nový československý stát se od počátku snažil vybudovat na svém území vlastní armádu na obranu své suverenity. Československé zahraniční vojsko v Rusku, Francii a Itálii nebylo ještě ve vlasti, proto bylo zahájeno formování armády ze spolehlivých občanů nového státu zejména z bývalých rakousko-uherských vojáků.
Na území Itálie žilo v zajateckých táborech množství Čechů a Slováků z rakousko-uherské armády, většina z nich padla do zajetí v posledních dnech války. Po vzniku Československa 28. října 1918 jim nastala povinnost nastoupit řádnou vojenskou službu. Československá vojenská mise v Římě, zejména Jan Šeba, koordinovala vznik vojenských jednotek poněkud nešťastně nazvaných Československá domobrana. U italského městečka Busto Arsizio vznikl Československý soustřeďovací tábor (Campo Concentramento Czechoslovaco), kde v prosinci 1918 započalo sestavování tak zvané "druhé" armády složené ze  zajatců pocházejících z českých zemí a Slovenska.
Příslušníci rakousko-uherské armády byli od 1. listopadu 1918 vyvázaní z přísahy císaři Karlu I. a mohli vstoupit do nového vojska na základě dobrovolnosti. Tím okamžikem se změnil jejich status zajatců na spojenecké vojáky. Za italské materiální a organizační pomoci byly tyto jednotky postupně formovány do praporů přibližně o 1 000 mužích. V Busto Arsizio bylo zformováno 47 praporů, další byly sestaveny v táborech Avezzano a Foligno ve střední Itálii. Do srpna 1919 bylo v Itálii zřízeno 56 domobraneckých praporů a 22 samostatných rot o celkovém počtu asi 60 000 mužů. Z toho několik rot tvořili občané nové republiky německé národnosti. Domobranci dostali nové uniformy italských pěšáků, ale blůzy měly u krku červenobílé výložky. Od legionářů se lišili tím, že nosili soukennou čapkou se štítkem. Na čapce byl vyšitý černý sokol v letu s červenobílým terčíkem na prsou.
Velitelství Československé domobrany v Itálii mělo sídlo v severoitalském Gallarate, později bylo přeneseno do Varese. Domobranecké prapory, dislokované hlavně v Lombardii, byly rozčleněny do menších jednotek – rot a čet. Roty byly umístěny v továrních halách, různých skladištích, veřejných sálech i soukromých objektech mnoha obcí a měst v oblasti Varese a Como. Nižší velitelství byla v Somma Lombardo, Cassano Magnago, Castronno, Varese a též v Busto Arsizio.
Problémem byl nedostatek důstojníků. Kromě velmi malého počtu bývalých rakouských důstojníků české národnosti, kteří se dobrovolně přihlásili k domobraně, zaujali střední velitelské pozice zkušení důstojníci převedení z legií. Vyšší velení bylo svěřeno kvalifikovaným důstojníkům italským. Do čela čs. domobrany byl jmenován italský generál Agenore Viganone, kterého od března 1919 vystřídal plukovník Eugen Beaud a později plukovník Ugo Silvestri. Náčelníkem generálního štábu se stal podplukovník Hynek Gibiš., legionářský důstojník převelený z Ruska, který v mužstvu zavedl organizaci a kázeň v legionářském duchu na bázi uvědomělosti a „bratrských“ vztahů.
V prosinci 1918 vydal generál Milan Rastislav Štefánik rozkaz o urychleném přesunu zahraničních vojsk do Československa. Dne 28. dubna 1919 přijel v doprovodu Jana Šeby z Říma do Gallarate generál Štefánik, když se vracel ze Sibiře do vlasti. Přesvědčil se o dobrém stavu a úrovni výcviku domobraneckých praporů. Na jeho počest byla uspořádána vojenská přehlídka elitní Sokolské roty, ze které se později stal Útočný sokolský prapor. Zanedlouho potom dne 12. května 1919 se konala v Gallarate smuteční slavnost k poctě generála Štefánika, jehož život ukončila 4. května 1919 při návratu z Itálie letecká havárie nedaleko Bratislavy.
Návrat domobrany z Itálie probíhal od března do září roku 1919. Jednotlivé prapory Československé domobrany z Itálie byly dislokované do různých úseků v pohraničí v Čechách a na Moravě, kde zajišťovaly zejména veřejný pořádek a ostrahu hranic. Výrazněji se některé prapory uplatnily v bojích s maďarskou armádou na Slovensku. Po skončení bojů byli domobranci starších ročníků demobilizováni, prapory se přeformovaly a postupně byly začleněny do nově reorganizované jednotné československé armády. V roce 1920 byla Československá domobrana z Itálie rozpuštěna.